# Gilles Sergent
Gilles Sergent, né le 30 juin 1959 à Hesdin (Pas-de-Calais), est un entrepreneur français. Il est le président du SM Caen, club de football de Ligue 1, entre 2018 et 2019.

## Biographie
En 1991, Gilles Sergent rejoint la société Soficham fondée par Guy Chambily (alors président du SM Caen), dont il devient le directeur général. En 2005, il prend la tête du groupe Récrea, fondé en 1989.
De 2003 à 2010, il est président du Medef du Calvados. En janvier 2017, il est élu président du Medef de Normandie.
En 2000, il est l'un des actionnaires régionaux menant la privatisation du SM Caen, et entre à ce titre au conseil de surveillance avant d'intégrer le directoire quelques années plus tard. En 2018, il est élu président du club, prenant ainsi la succession de Jean-François Fortin avec lequel il se trouvait en conflit,.
Il démissionne le 1er juin 2019 à la suite de la relégation du club en Ligue 2.